# أدفنت أنترناشيونال
أدفنت أنترناشيونال هي شركة أسهم خاصة عالمية تركز على عمليات شراء الشركات في أوروبا الغربية والوسطى وأمريكا الشمالية وأمريكا اللاتينية وآسيا . وتركز الشركة على عمليات الاستحواذ الدولية على الشركات والنمو وإعادة الهيكلة الاستراتيجية في خمسة قطاعات أساسية.
منذ إنشائها في عام 1984، استثمرت شركة أدفنت مبلغ 56 مليار دولار أمريكي في رأس مال الأسهم الخاصة  ، ومن خلال برامج الاستحواذ الخاصة بها على الشركات ، أكملت أكثر من 375 صفقة إستحواذ في 42 دولة. 
تعمل شركة أدفنت من خلال 14 مكتبًا في 11 دولة، ولها فروع في بلدان إضافية، وتوظف أكثر من 240 متخصصًا في مجال الاستثمار. 
في يونيو 2023، احتلت أدفنت المرتبة السابعة في تصنيف ( بي إي أي 300 ) الصادر عن الدولية للأسهم الخاصة لأكبر شركات الأسهم الخاصة في العالم.